# Динджешть
Динджешть, Динджешті (рум. Dângești) — село у повіті Вилча в Румунії. Входить до складу комуни Беріслевешть.
Село розташоване на відстані 162 км на північний захід від Бухареста, 21 км на північ від Римніку-Вилчі, 117 км на північний схід від Крайови, 100 км на південний захід від Брашова.

## Населення
За даними перепису населення 2002 року у селі проживали 432 особи, з них 431 особа (99,8%) румунів. Рідною мовою 430 осіб (99,5%) назвали румунську.